# Růžena Pelantová
Růžena Pelantová (* 13. března 1886 v Sulislavi u Plzně - 1. září 1959, New York, Spojené státy americké) byla učitelka, sociální pracovnice a funkcionářka národně socialistické strany Po roce 1945 byla zakladatelkou a předsedkyní Společnosti přátel USA (SPUSA) a první náměstkyní primátora hl. m. Prahy. V americkém exilu založila a předsedala Národní radě žen svobodného Československa.
" ... Růžena Pelantová byla důležitá politička, po válce se stala předsedkyní Společnosti československo - amerického přátelství, měla dobré kontakty v USA. Ona i Milada Horáková úzce spolupracovaly ...."
PhDr. Zora Dvořáková, CSc. , 

## Stručný životopis

### Mládí a studia
Růžena Pelantová (rozená Hudlická) se narodila v chudé, početné, hornické rodině Josefa Hudlického, nadšeného menšinového pracovníka. Její otec pracoval jako důlní v Nýřanech. Studovala v Plzni a na Vysoké obchodní škole v Praze. Byla zprvu učitelkou matematiky. Později (ve dvacátých letech) také studovala sociologii na Karlově universitě.

### 1914 až 1933
Již od mládí byla činná v oblasti sociální péče. Po první světové válce přešla z Plzeňska do Prahy. V roce 1919 k nám na pozvání Alice Masarykové přijely sociální pracovnice z USA, aby vyhotovily statistiku o sociálních poměrech Prahy. Růžena Pelantová jim pomáhala a sociální práce ji zaujala natolik, že v roce 1920 odcestovala do Ameriky, kde rok studovala Školu sociální péče při univerzitě v Chicagu. V Americe radou a překlady pomáhala přistěhovalcům (Čechům, Slovákům, Polákům a Rusínům]..
Palantová se především zabývala následujícími tematickými okruhy:
- Sociální metodika,
- emigrační a bytová otázka,
- dějiny chudinství,
- péče o děti a mladistvé,
- sociální ústavy v praxi.[6]

Po návratu do vlasti pracovala pro Československý červený kříž. V jeho rámci pomáhala uprchlíkům z Ruska. Účastnila se řešení všech sociálních úkolů v době po skončení 1. světové války.
V roce 1921 se provdala za redaktora Karla Pelanta (* 28. října 1874, Praha – † 24. ledna 1925, Praha). Po jeho tragické smrti v roce 1925 odjela znovu za oceán, kde se na přání Františky Plamínkové účastnila kongresu Mezinárodní ženské rady. V USA pak další tři měsíce získávala nové vědomosti z oblasti sociální péče.
Po návratu do vlasti se účastnila budování Masarykových domovů v Krči (dnešní Thomayerova nemocnice).

### 1933 až 1938

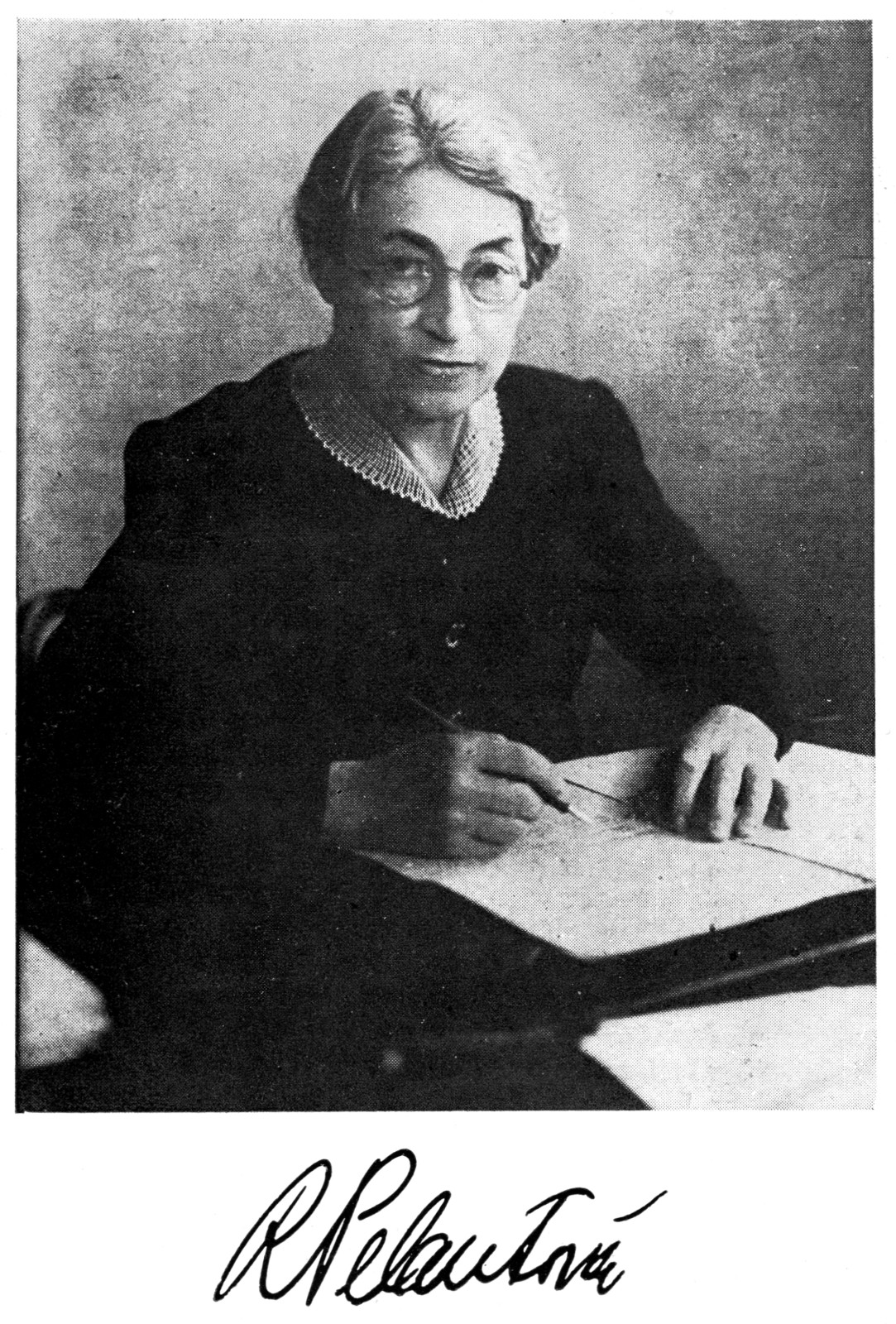
Růžena Pelantová okolo r. 1940

Na počátku třicátých let 20. století přešla do Ústředního sociálního úřadu pražského magistrátu. V roce 1933 se stala ředitelkou sociálně-pedagogické služby hlavního města Prahy.
Růžena Pelantová (stejně jako Dr. Milada Horáková) působila v České straně národně sociální (ČSNS). 
V roce 1925 spoluzaložila Ústředí československých hospodyň, v němž se soustředily všechny dosavadní roztříštěné lokální hospodyňské spolky. V letech 1933-1949 byla předsedkyní. Jeho účelem bylo na jedné straně učit ženy racionálním postupům v domácnosti, na druhé straně iniciovat výrobce k produktům na pomoc hospodyním a ženám v placeném zaměstnání.

### 1938 až 1945
Po Mnichovské zradě (v roce 1938) se brzy ocitla v řadách odboje, kde pomáhala pozůstalým po popravených odbojářích. Byla členkou ilegální organizace ÚVOD. Dne 16. března 1943 ji zatklo gestapo. V Drážďanech byla odsouzena pro velezradu na osm let do káznice. Z nucených prací v koncentračním táboře v německém Kolbermooru  se vrátila v červnu 1945 do vlasti.

### 1946 až 1959
Po volbách v srpnu 1946 byla jako první žena vůbec jmenována náměstkyní (viceprimátorkou) primátora hlavního města Prahy (za Československou stranu národně socialistickou stranu). Této funkce byla krátce po 25. únoru 1948 (a to již v březnu 1948) zbavena. Hledala cestu za hranice a v červenci následujícího roku (1949) se díky americkým přátelům, v přestrojení a na americký či anglický pas, dostala do Německa a odtud pak emigrovala do USA. Zde v roce 1959 v New Yorku zemřela. Urna s jejím popelem byla uložena na Vyšehradském hřbitově až po třiceti šesti letech (v roce 1995).

## Medaile a vyznamenání po roce 1945
- Československý válečný kříž 1939
- Československá vojenská medaile Za zásluhy I. stupně

## Portrétní medailon

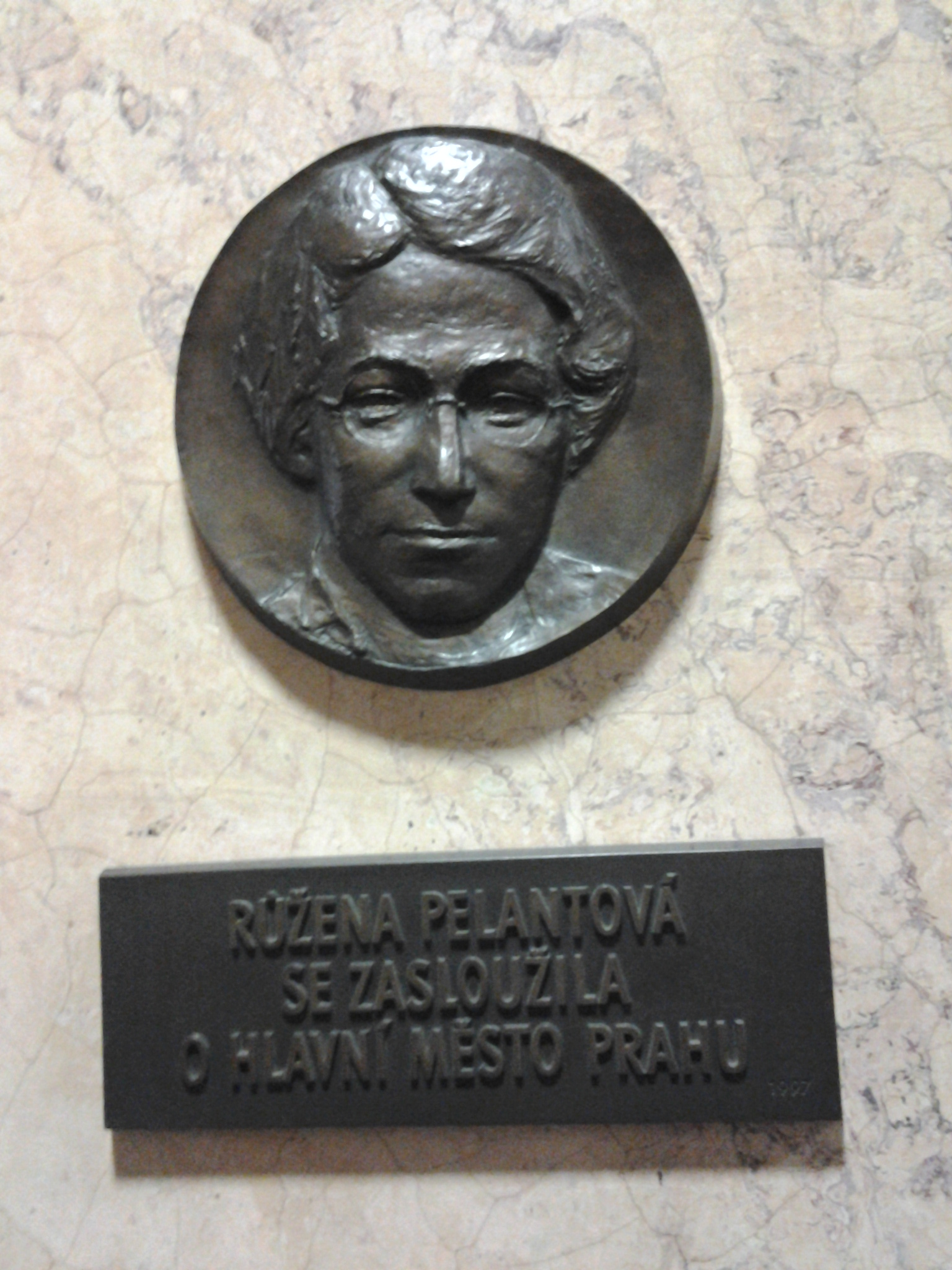
Portrétní medialon R. Pelantové
v budově Nové radnice

Portrétní medailon Růženy Pelantové je umístěn v budově Nové radnice  na schodišti vedoucím z přízemí do prvního patra.  Kovový štítek pod medailonem nese nápis: " RUŽENA PELANTOVÁ / SE ZASLOUŽILA / O HLAVNÍ MĚSTO PRAHU / 1997 ". Medailon zhotovila akademická sochařka Jaroslava Lukešová.  a byl (z iniciativy magistrátu hlavního města Prahy) slavnostně odhalen v roce 1997.

## Vyšehradský hřbitov

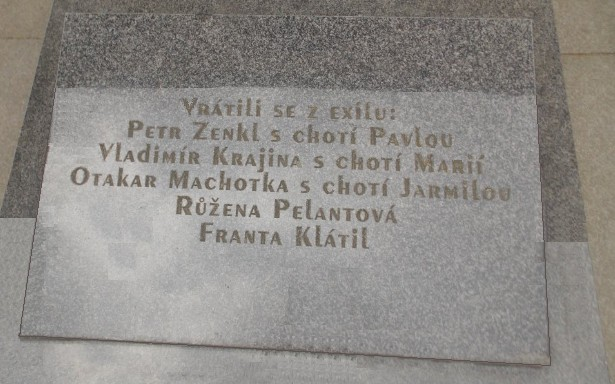
Kenotaf Růženy Pelantové
na Vyšehradském hřbitově

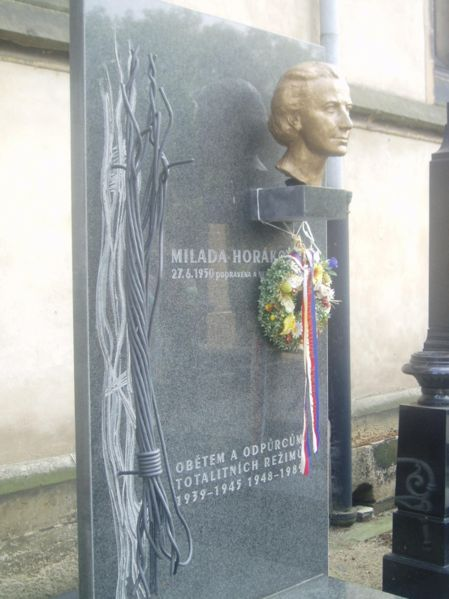
Kenotaf Milady Horákové
na Vyšehradském hřbitově

Od roku 2000 je na Vyšehradském hřbitově umístěn  symbolický hrob (kenotaf) Dr. Milady Horákové.  Celý památník navrhl sochař Karel Hořínek . Památník byl hrazen z dobrovolných finančních prostředků shromážděných od dárců z řad členů klubu Milady Horákové. Kenotaf je tvořen bronzovou bustou od akademické sochařky Jaroslavy Lukešové, svazkem ostnatého drátu, modrošedým mramorovým náhrobkem s rytým písmem a pamětní deskou, věnovanou všem obětem totalitních režimů.  Tato pamětní deska (umístěná mírně šikmo v dolní polovině symbolického hrobu) připomíná památku významných exilových osobností, jejichž ostatky byly po roce 1989 převezeny do Prahy a uloženy na Vyšehradském hřbitově.
Vrátili se z exilu: 

Petr Zenkl s chotí Pavlou 

Vladimír Krajina s chotí Marií 

Otakar Machotka s chotí Jarmilou 

Růžena Pelantová 

Franta Klátil

Text na pamětní desce exilovým osobnostem

## Knihy, na nichž se podílela
- ŽIKEŠ, Vladimír. Politický brevíř moderní ženy - Několik kapitol o politickém myšlení, které napsali: Dr. Jiřina Popelová (autor), Dr. O. Dymer (autor), Růžena Pelantová (autor), Dr. B. Solnařová, B. Krchová, Dr. R. Bednáříková; (v redakci Vlasty Koseové (editor)). 1. vyd. [s.l.]: Mladá fronta, 1947. 115 s.[15]
- RAZOVSKÁ, Cecilie; PELANTOVÁ, Růžena. Čo má vedieť každý vysťahovalec: poučenie tým. ktorí odchádzajú do cudzej zeme. 1. vyd. [s.l.]: Československý Červený Kríž, 1939. 58 s. (slovensky)[16]
- PELANTOVÁ, Růžena; SEVČÍK, Josef. Vážná krise v Radě Svobodného Československa. [s.l.]: Nový York, 9. 11. 1953. 11 s.[17]